# NEMO (Amsterdam)
Pour les articles homonymes, voir Nemo.

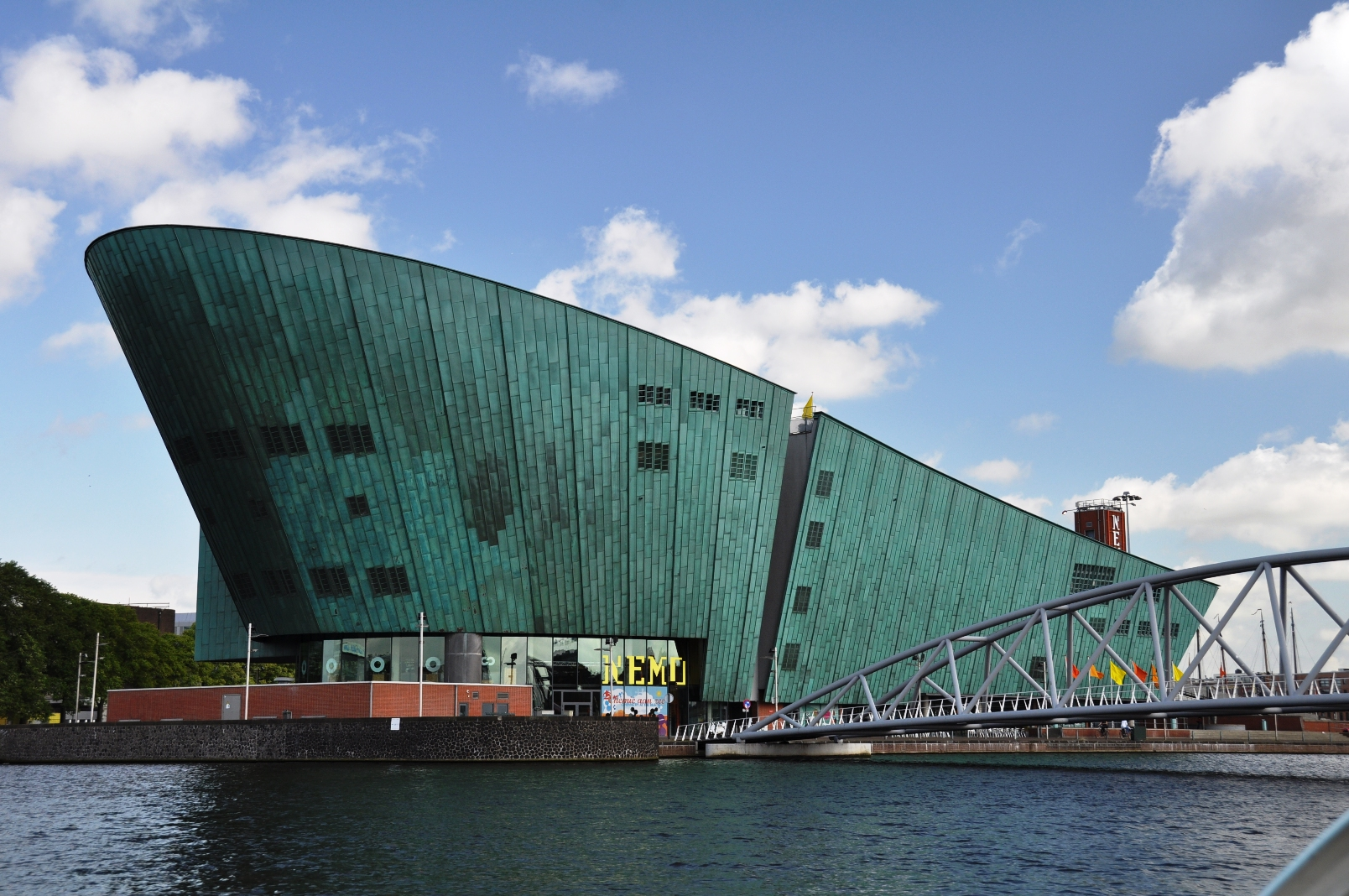
Le NEMO vu depuis l'Oosterdokskade.

NEMO est depuis l'année 2000 le nom du musée scientifique d'Amsterdam. Visité par environ 545 000 personnes en 2013, il est construit sur les fondations du IJ-tunnel et situé sur le Oosterdok (en français, le dock de l'est). Le bâtiment date de 1997 et est situé près de la gare centrale d'Amsterdam. Il est l'œuvre de l'architecte Renzo Piano. La construction semble avoir la forme d'un navire, mais ce n'est pas le but poursuivi. La forme représente l'image « miroir » de l'entrée du tunnel de l'IJ.
En été, la terrasse en toiture du NEMO est transformée en NEMO Summertime, d'où les visiteurs ont une vue sur Amsterdam.
NEMO démarra en 1997 initialement sous le nom de « New Metropolis ». Le précurseur de NEMO est le NINT (Nederlands Instituut voor Nijverheid en Techniek, l'institut néerlandais de l'industrie et de la technique), situé jusqu'en 1996 dans la Tolstraat.

## La collection
À l'aide d'expérimentations, le visiteur peut étendre ses connaissances en matière de développement scientifique et technologique dans les domaines de la chimie, les technologies de l'information, la biologie et les sciences humaines. C'est un musée dit tactile. Amusant et éducatif à partir de 5 ans, ses activités ressemblent à celle de la Cité des Sciences à La Vilette à Paris.
Entre février 2007 et jusqu'à la fin 2009, le navire Amsterdam était amarré au centre scientifique NEMO, en raison d'importants travaux au musée de la marine proche.

## Visiteurs
Actuellement le NEMO draine 300 000 visiteurs par an.